# ニコニコ動画せれくちょん 〜才能の無駄遣い〜
『ニコニコ動画せれくちょん 〜才能の無駄遣い〜』（ニコニコどうがせれくちょん さいのうのむだづかい）は、動画共有サイト「ニコニコ動画」で人気のある楽曲を収録したコンピレーション・アルバムである。2009年7月1日に、BinaryMixx Recordsより発売。

## 概要
2008年に発売された『CDで聞いてみて。 〜ニコニコ動画せれくちょん〜』に次ぐ第二弾。動画共有サイト「ニコニコ動画」内で人気のある、13曲の楽曲を収録したコンピレーション・アルバム。価格は前回と同じ税込み2525円であり、「ニコニコ」の語呂合わせとなっている。
初回プレス盤にはジャケットデザイン画の特製ステッカーを封入。

## 収録曲
1. ダンシング☆サムライ
2. バラライカ（original version）
3. 卑怯戦隊うろたんだー
4. みｗなｗぎｗっｗてｗきｗたｗｗｗ（篠笛禁断症状L5）
5. 俺ら東京さ行ぐだ
6. 夢見るドリー（原題：DOLLY SONG）
7. ハト
8. はじめてのともだち～the answer
9. チーターガール
10. ブラック★ロックシューター
11. チルノのパーフェクトさんすう教室
12. ニコニコ動画流星娘
13. 思い出はおっくせんまん！（JAM Project version）

### 楽曲解説
ダンシング☆サムライ
mathru
音声合成・デスクトップミュージック（DTM）ソフトウェア「がくっぽいど」を使用した作品。
バラライカ（original version）
（）
2006年に発売された月島きらり starring 久住小春 (モーニング娘。)のシングル。アニメ「きらりん☆レボリューション」オープニングテーマ。ニコニコ動画では替え歌で人気がある。
卑怯戦隊うろたんだー
シンP
VOCALOIDのKAITO・MEIKO・初音ミクを使った作品。卑怯な技を駆使して敵を倒す架空のアニメ「卑怯戦隊うろたんだー」のオープニングテーマ。2008年12月28日に風雅なおとのカバーでシングルとして発売。
みｗなｗぎｗっｗてｗきｗたｗｗｗ（篠笛禁断症状L5）
しましまP

俺ら東京さ行ぐだ
吉幾三
1984年に発売された曲。詳細は「俺ら東京さ行ぐだ#IKZOブーム」を参照。
夢見るドリー（原題：DOLLY SONG）
ホリー・ドリー（HOLLY DOLLY）
詳細は「イエヴァン・ポルッカ」「ロイツマ・ガール」を参照。
ハト
風見レン
VOCALOIDの初音ミクを使った作品。
はじめてのともだち～the answer
ヒャダイン
ゲーム「ドクターマリオ」のBGMを元にした作品「はじめてのともだち」へのセルフアンサー。オリジナル曲。
チーターガール
Aliced Twilightz
1997年に非公式で発売され、2007年ニコニコ動画でブームを呼んだゲーム「チーターマン」のBGMをクラブアレンジした作品。
ブラック★ロックシューター
supercell
詳細は「ブラック★ロックシューター#楽曲」を参照。
チルノのパーフェクトさんすう教室
miko（Alternative ending）、quim
ゲーム「東方Project」第6弾『東方紅魔郷 〜 the Embodiment of Scarlet Devil.』のBGM「おてんば恋娘」をアレンジした曲。編曲はARM。IOSYSのCD「東方氷雪歌集」に収録。
ニコニコ動画流星娘
しも
ニコニコ動画で有名な楽曲を繋いだメドレー『ニコニコ動画流星群』の一部楽曲を削除しショートアレンジした作品。
思い出はおっくせんまん！（JAM Project version）
JAM Project
ボーナストラック

## クレジット
(C)2009 dwango AG Entertainment Co.,ltd. All rights reserved.　(C)2005-2009 niwango, inc. All rights reserved.
Illustration / Satoshi Tajima(TAJIRUSHI)